# Francisca Sanopal
Francisca Sanopal (1931) is een atleet uit Filipijnen.
Op de Olympische Zomerspelen van Melbourne in 1956 nam Sanopal deel aan de 80 meter hordelopen en 100 meter sprint, hoewel ze op de sprint uiteindelijk niet aan de start kwam.
Op de Aziatische Spelen behaalde Sanopal ook meerdere medailles, waaronder een gouden medaille in 1962 op de 4x100 meter estafette.